# Tromblon (arme)
Pour les articles homonymes, voir Tromblon.

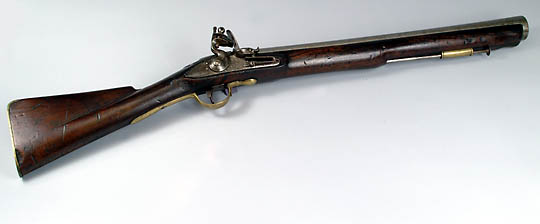
Un tromblon anglais à silex

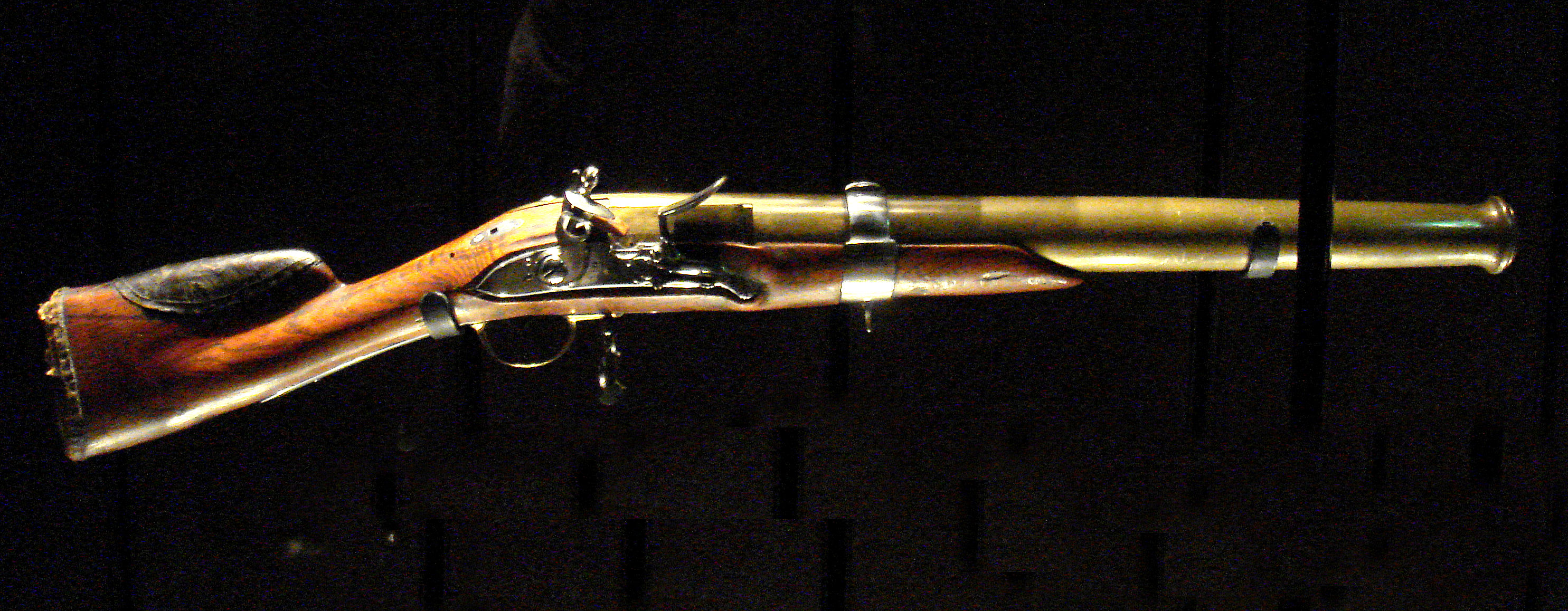
Espingole française de 1760.

Le tromblon, aussi appelé espingole ou mousqueton est une arme à feu que l'on charge par la bouche, et dont le canon est légèrement évasé. Le tromblon fut utilisé au XVIIe siècle, et est l'arme la plus généralement représentée comme étant l'arme des pèlerins.
Le canon en forme d'entonnoir limite la précision et la portée de l'arme, mais permet de tirer des projectiles multiples à courte portée. Cette forme permet également un chargement plus facile des munitions dans le canon. Ceci facilite beaucoup le réarmement du tromblon avec des projectiles de toutes sortes (balles de plomb mais aussi cailloux, morceaux de verre ou encore gros sel), et sans requérir une grande dextérité.
Par sa nature, le tromblon n'est pas une arme pour le tir ajusté. Bien qu'il ait été parfois employé dans un engagement militaire (des tromblons à silex ont ainsi été employés par les forces de Catherine II de Russie pendant des guerres pour étendre le territoire de Russie), il s'agissait avant tout d'une arme de défense dont l'intérêt principal était de permettre à un tireur médiocre de maximiser ses chances de mettre hors d'état de nuire une ou plusieurs cibles à courte portée.
En anglais, le tromblon (« blunderbuss » ) a été initialement dénommé thunderbuss, derivée du néerlandais donderbus (fusil de tonnerre), mais le mot a évolué par attraction de blunder (gaffe) ; dans cette langue, tromblon désigne donc également une personne ou une action maladroite ou stupide.
Le tromblon est beaucoup utilisé comme arme comique en bande dessinée, où la forme du canon est souvent exagérée pour ressembler à une trompette. Il est par exemple manié dans Léonard par le personnage éponyme pour punir son disciple, dans les aventures de Picsou quand celui-ci parle de ses aventures de chercheur d'or au Klondike, et dans Achille Talon par le père du héros, Alambic Talon. C'est une des armes utilisées par les Trois Brigands ; Albert le cinquième mousquetaire est armé d'un tromblon à spaghetti bolognaise. Enfin, dans la bande dessinée Clopinaud, l'inventeur Gilbert Louftingus est toujours armé d'un tromblon à platine à mèche.
Un tromblon est utilisé aussi par Gaston dans le film d’animation La Belle et la Bête.

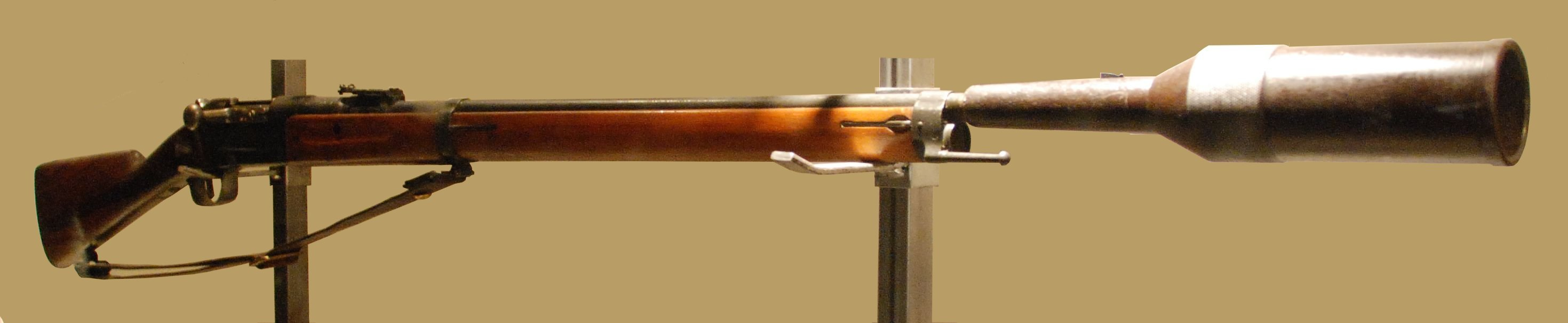
Fusil Lebel de la Première Guerre mondiale équipé d'un tromblon VB.

Un tromblon lance-grenades est un dispositif à fixer au bout du canon d'une arme à feu, essentiellement des fusils de guerre, pour le tir de munitions explosives, antichar ou non-létales. La grenade est insérée dans ce manchon et propulsée par le tir d'une cartouche à blanc ou d'une balle spéciale. Ce principe fut utilisé notamment pour la grenade à fusil Viven-Bessières et les MAS 36 des Forces de l'Ordre françaises, ainsi que les Gewehr granaten de la Wehrmacht avec le Schiessbecher. La Grande-Bretagne (2 1/2-inch Discharger Cup) et le Japon (tromblon Type 2) construisirent aussi ce dispositif qui est à présent remplacé par les grenades à empennage à ailettes.